# Zelotibia kibira
Zelotibia kibira Nzigidahera & Jocqué, 2009 è un ragno appartenente alla famiglia Gnaphosidae.

## Etimologia
Il nome della specie deriva da un parco del Burundi, luogo di rinvenimento degli esemplari: il Parc National de la Kibira.

## Caratteristiche
L'olotipo femminile rinvenuto ha lunghezza totale è di 4,80mm; la lunghezza del cefalotorace è di 1,72mm; e la larghezza è di 1,68mm.

## Distribuzione
La specie è stata reperita nel Burundi centrale: l'olotipo femminile è stato rinvenuto nel Parc National de la Kibira, nel comprensorio del monte Musumba, appartenente alla provincia di Bubanza.

## Tassonomia
Al 2016 non sono note sottospecie e dal 2005 non sono stati esaminati nuovi esemplari.